# Tom Engeman
Tom Engeman (né vers 1934) est un illustrateur américain. Créateur de timbres-poste pour les États-Unis depuis la fin des années 1980, dont le premier timbre à validité permanente de ce pays, émis en avril 2007.

## Biographie
Tom Engeman est natif et résident de la région de Washington et des États voisins, le Maryland et la Virginie, où il mène une carrière d'illustrateur et designer graphique.
À la fin des années 1980, au cours d'une commande, il crée des affiches et prospectus de bureaux de poste. Le résultat plaît suffisamment à l'United States Postal Service (USPS) pour lui demander de dessiner des timbres-poste.
Engeman crée sur ordinateur le premier timbre à validité permanente en usage aux États-Unis. Émis le 14 avril 2007, le timbre dénommé « Forever stamp » représente la Cloche de la liberté, un des symboles de l'indépendance du pays.

### Source
- Joseph M. deLeon, « First-class forever. Brunswick man's artwork adorns new stamp », article publié dans The Frederik News Post, Maryland, 15 mai 2007. L'article est écrit à la suite d'une séance de dédicace du Forever stamp par Engeman au bureau de poste de sa ville de résidence, Brunswick (Maryland).